# St-Romain (Curzon)

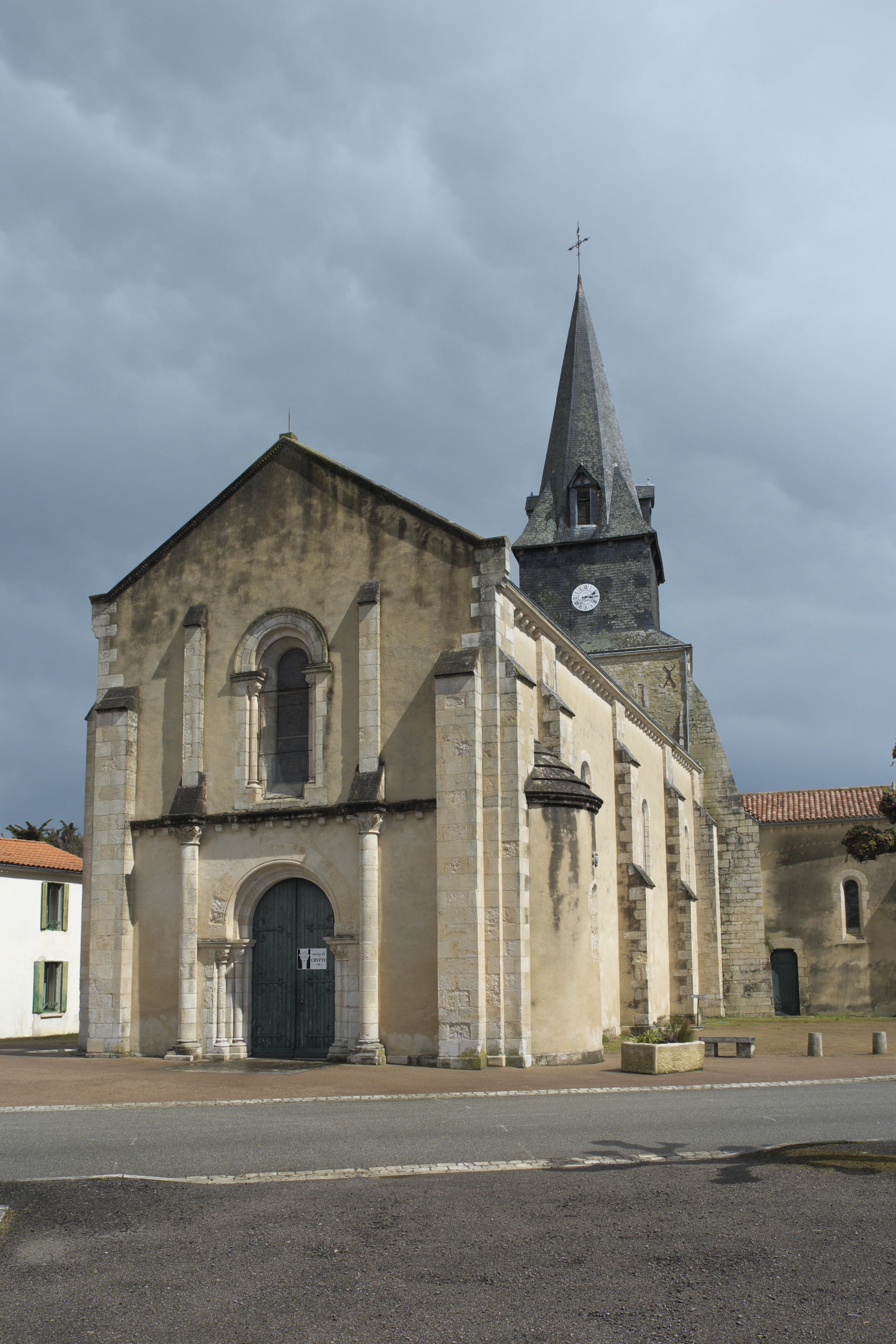
Pfarrkirche Saint-Romain

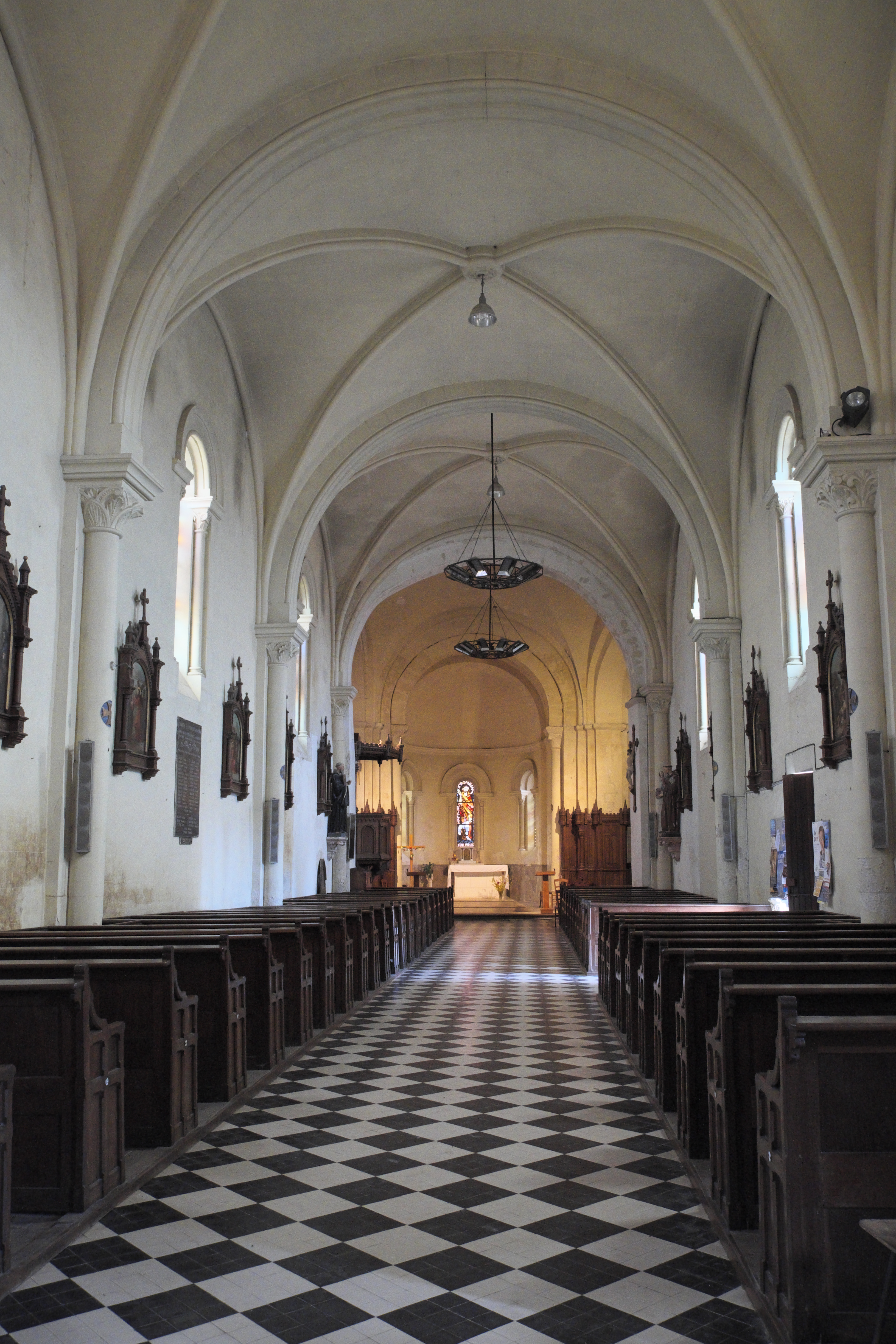
Innenraum

Die katholische Pfarrkirche Saint-Romain in Curzon, einer Gemeinde im Département Vendée in der französischen Region Pays de la Loire, wurde weitgehend in der zweiten Hälfte des 19. Jahrhunderts an der Stelle eines Vorgängerbaus aus dem 13. Jahrhundert neu errichtet. Die Kirche ist dem heiligen Romanus von Blaye (auch Romanus von Le Mans) geweiht, einem Märtyrer aus dem 4. Jahrhundert. In der Mitte des 19. Jahrhunderts entdeckte man unter dem Chor der Kirche eine Krypta aus dem 11. Jahrhundert. Diese Krypta wurde im Jahr 1875 als Monument historique in die Liste der Baudenkmäler in Frankreich aufgenommen.

## Geschichte
Bereits im 8. Jahrhundert gründeten Mönche der Benediktinerabtei von Saint-Michel-en-l’Herm in Curzon ein Priorat. Im 11. Jahrhundert war Curzon eine Pfarrei, der neun Kirchen und mehrere Kapellen unterstanden. Im 13. Jahrhundert errichtete man eine neue Kirche, die ebenso wie die Klostergebäude während der Hugenottenkriege in Brand gesetzt wurde. Die heutige Kirche wurde um 1873/75 über der Krypta des 11. Jahrhunderts errichtet.

## Architektur
Die Kirche ist über dem Grundriss eines lateinischen Kreuzes errichtet. Das einschiffige Langhaus mündet im Osten in einen halbrunden Chor. Über der Vierung erhebt sich der Glockenturm. Die Westfassade wird durch Strebepfeiler gegliedert. In der Fassade ist ein von Säulen gerahmtes Rundbogenportal eingeschnitten, darüber öffnet sich ein großes Rundbogenfenster.

## Krypta

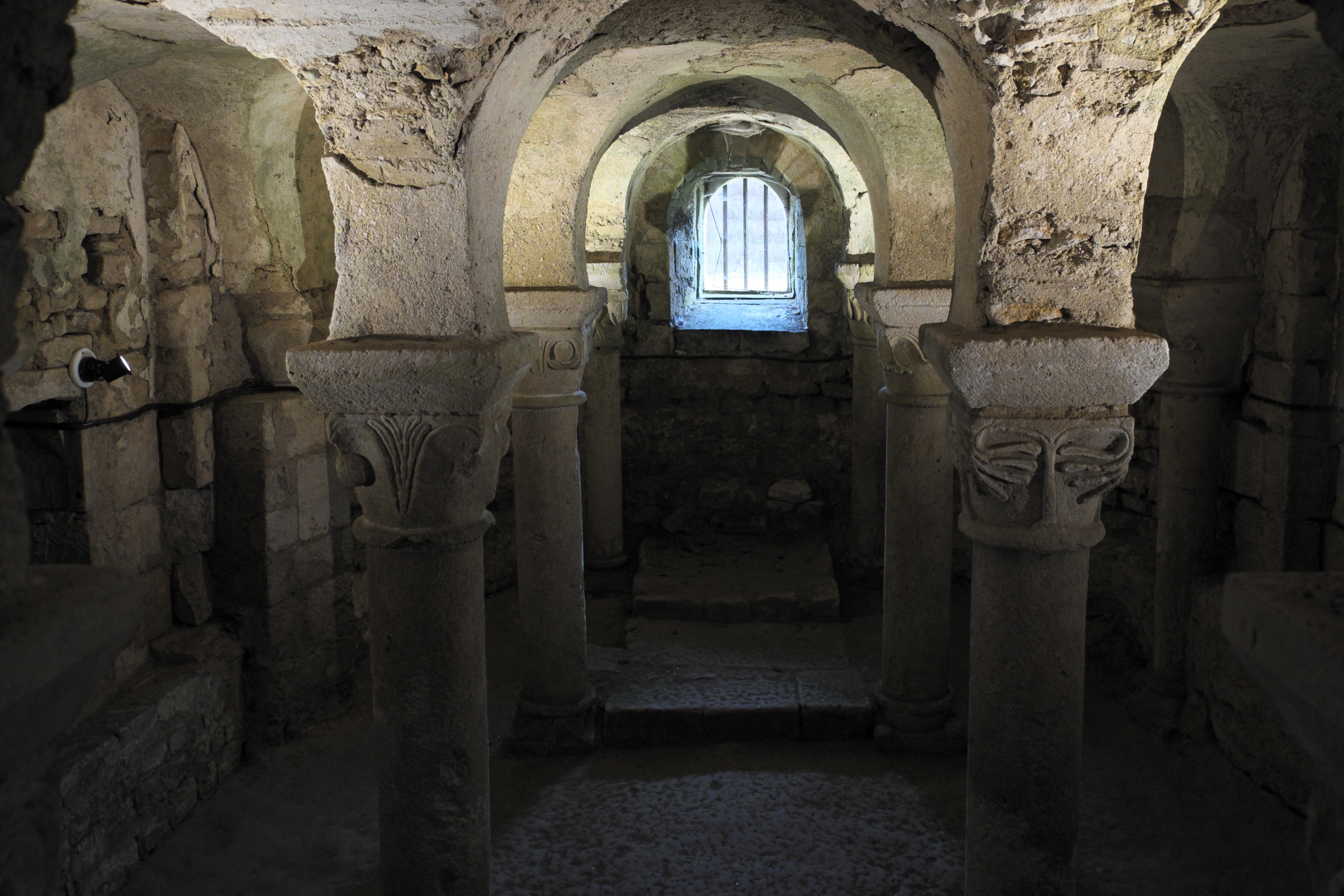
Krypta

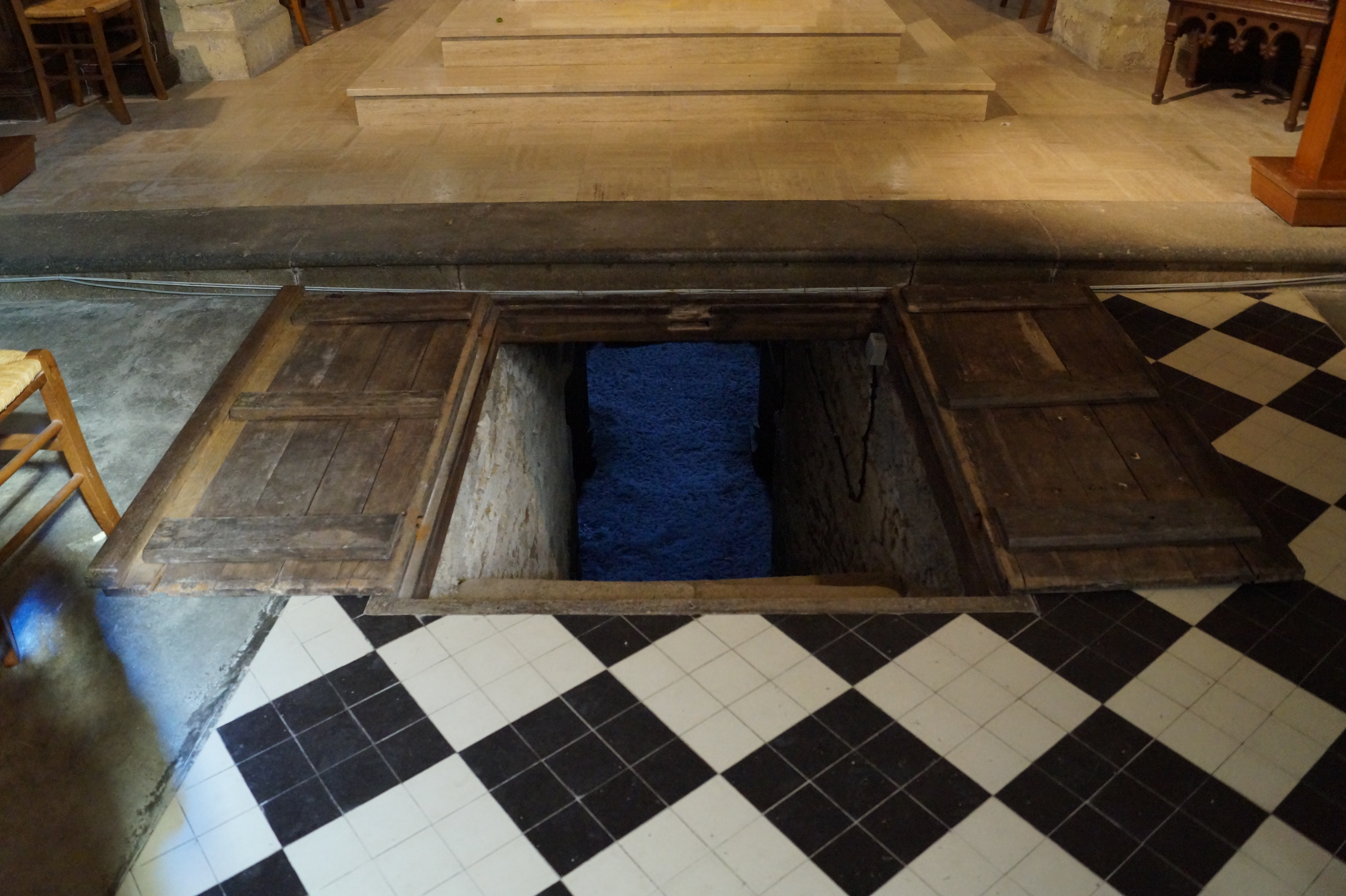
Zugang zur Krypta

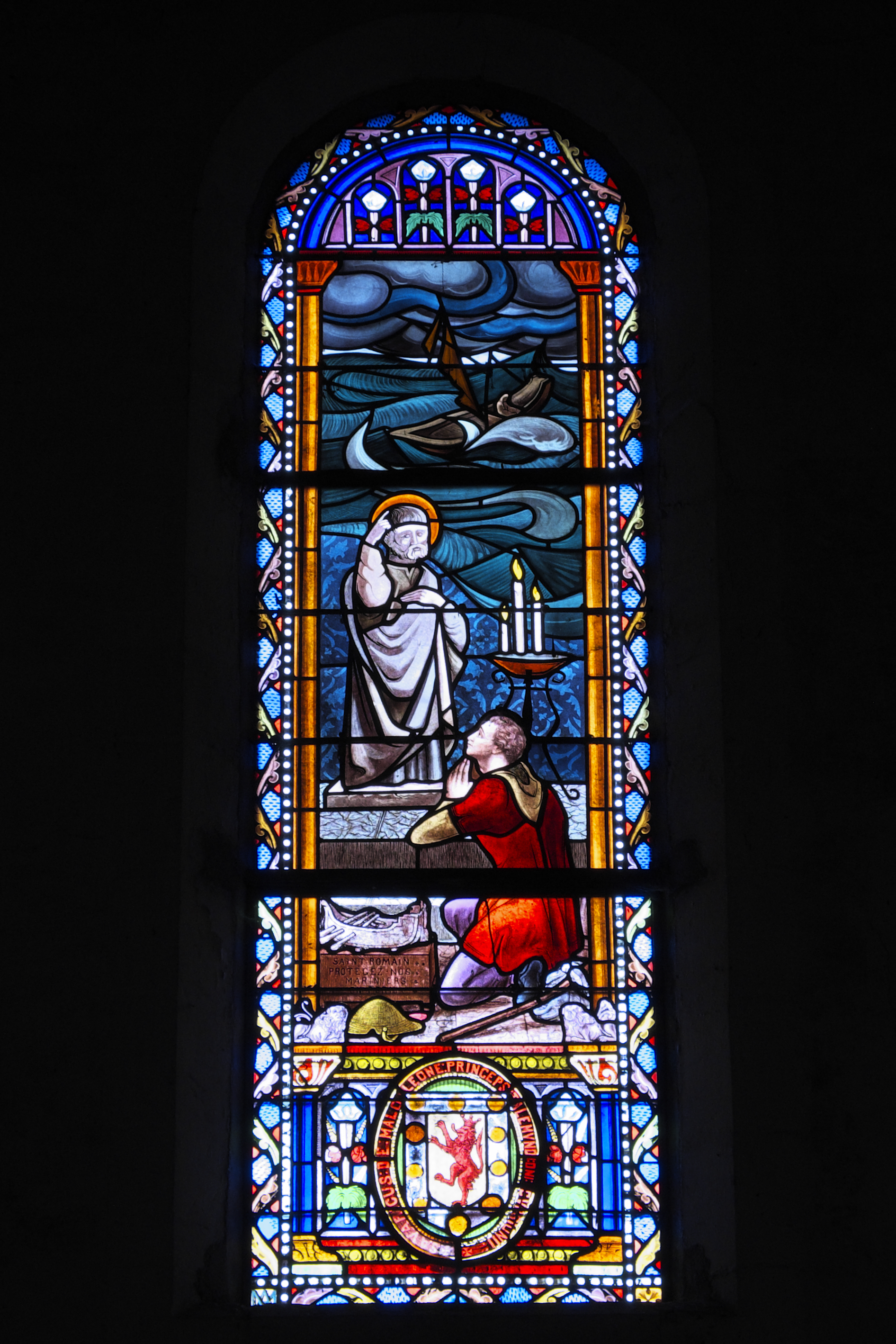
Heiliger Romanus

Die Krypta besitzt einen quadratischen Grundriss und eine Apsis, die von einem Fenster durchbrochen wird, das die Krypta beleuchtet. Der Raum wird von neun Kreuzgratgewölben gedeckt, die auf vier monolithischen Mittelsäulen, neun in die Wand eingestellten Säulen und einem gemauerten Wandpfeiler aufliegen. Die Basen der Säulen sind mit unterschiedlichem Dekor verziert, die Kapitelle weisen figürliche und ornamentale Motive auf.

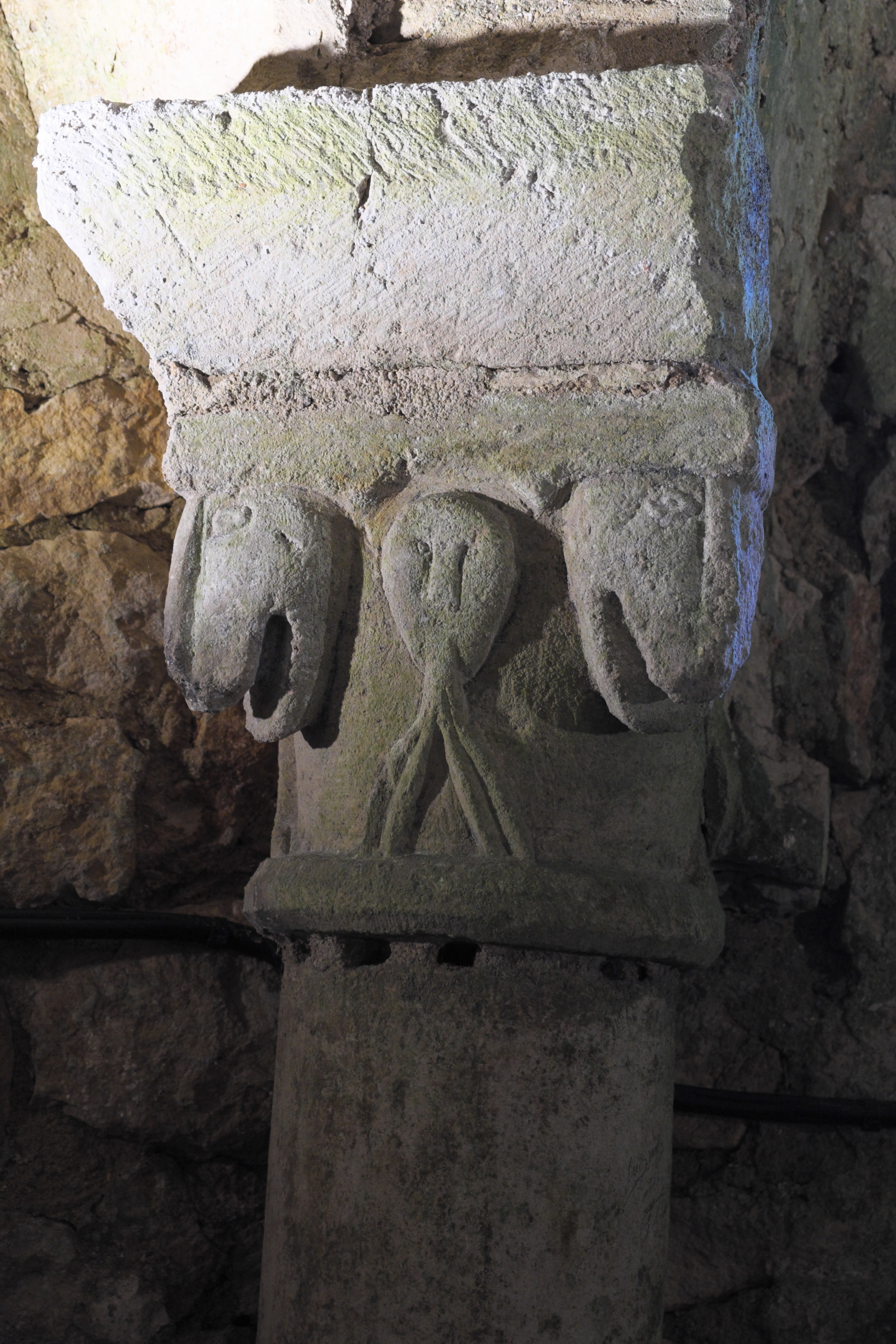
Kapitell
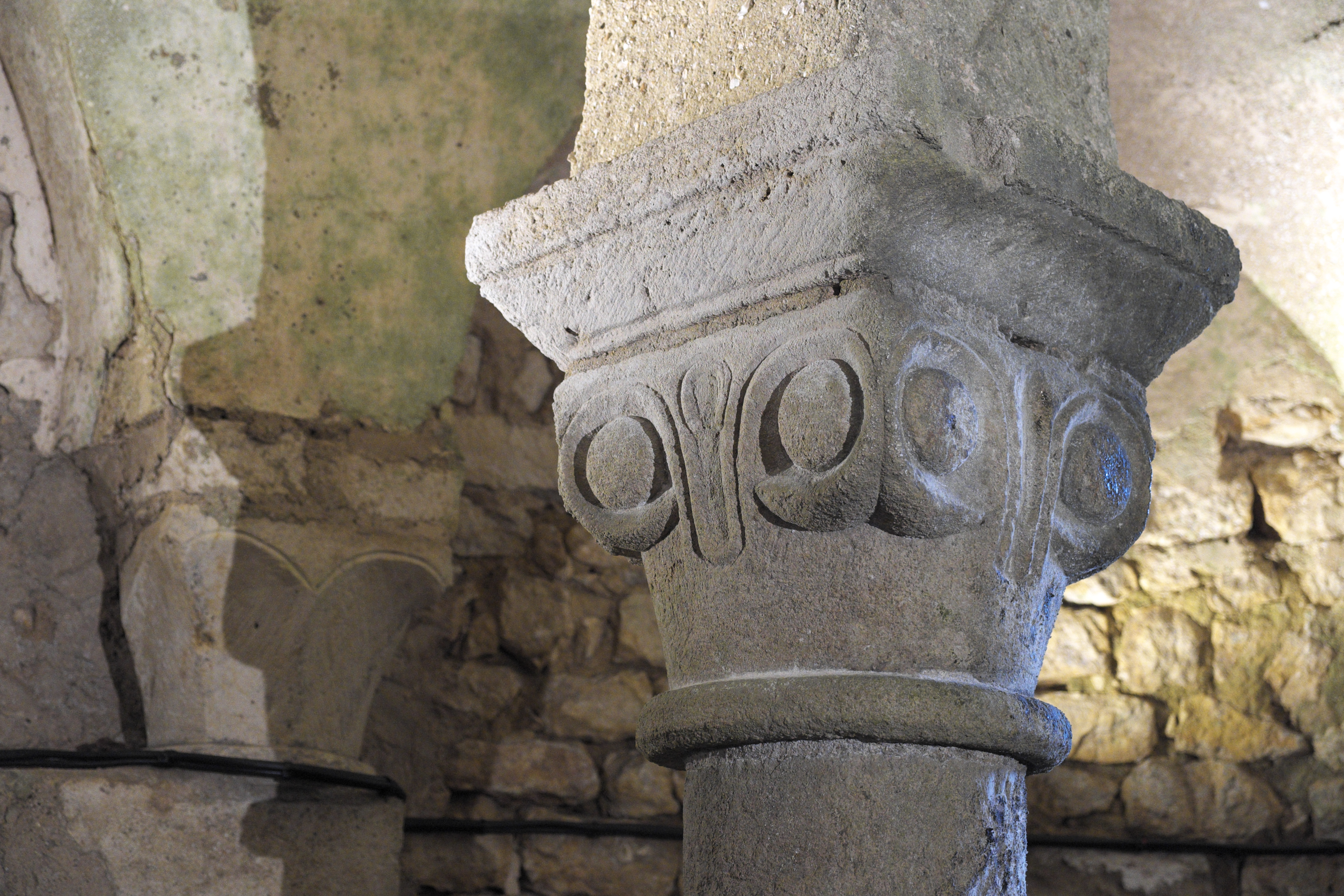
Kapitell
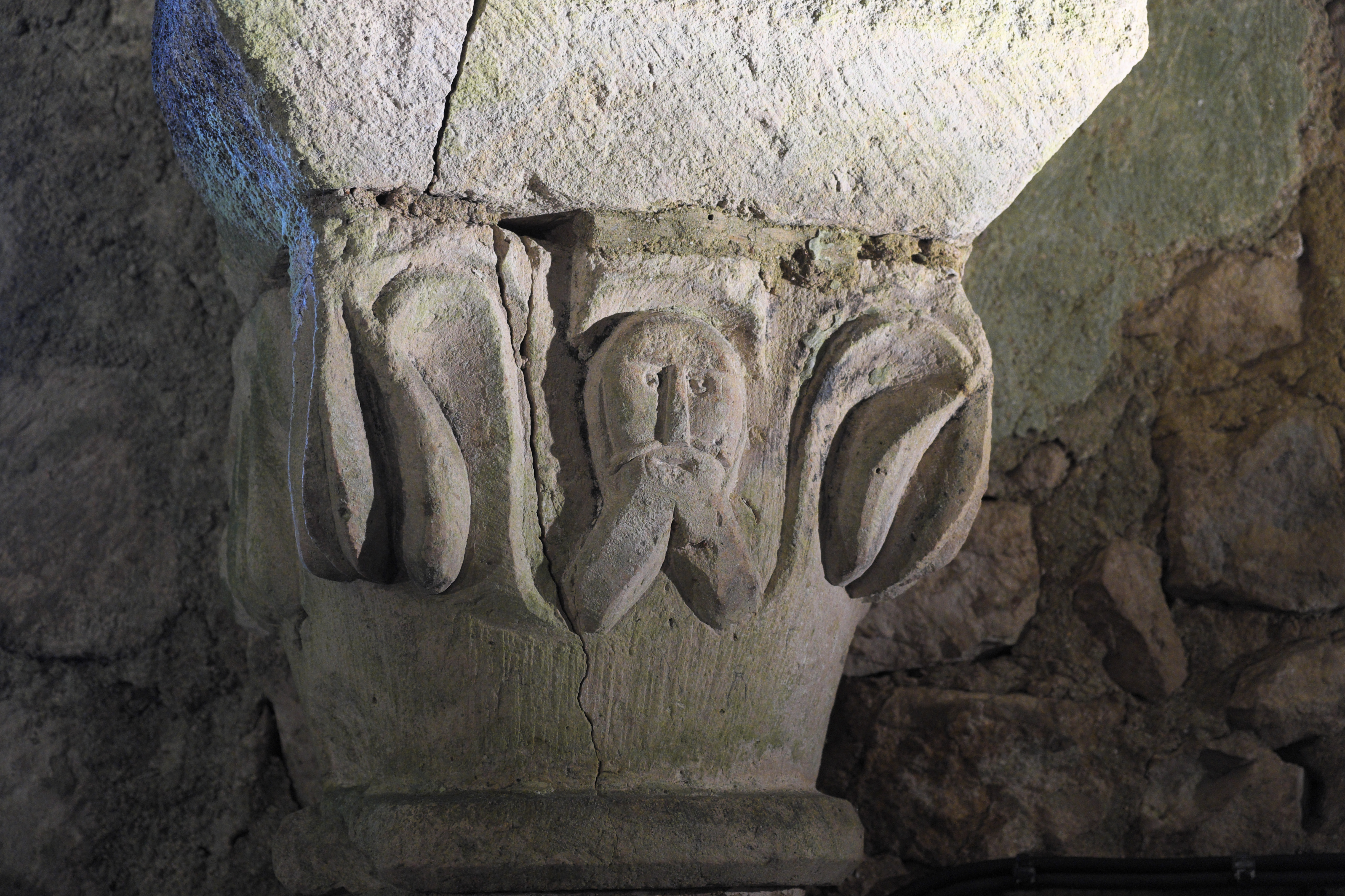
Kapitell
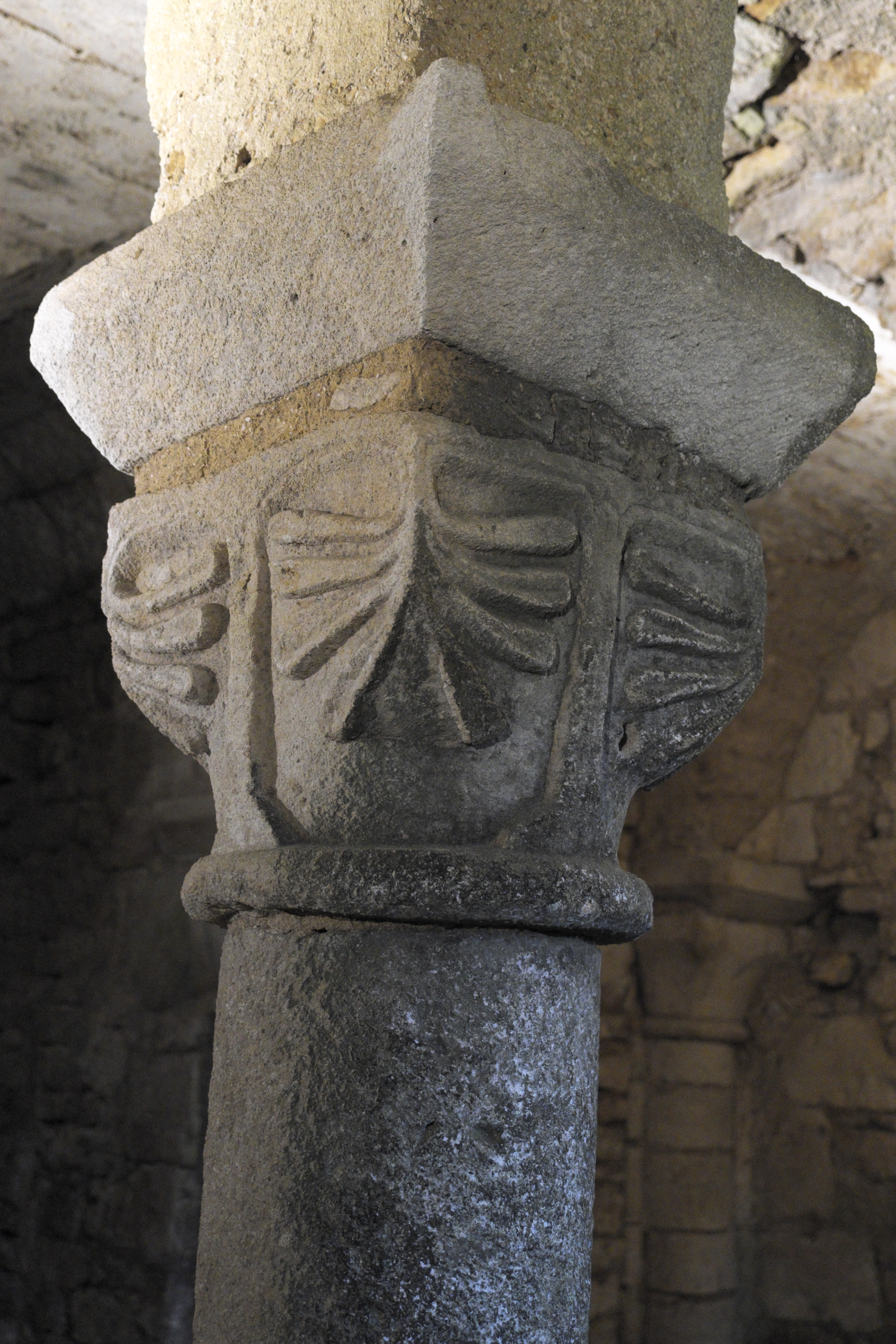
Kapitell

## Bleiglasfenster
Auf dem Bleiglasfenster der Westfassade ist der Kirchenpatron und Schutzheilige der Seefahrer, der heilige Romanus von Blaye, dargestellt. Ein weiteres Fenster ist der Himmelfahrt Mariens gewidmet. Die Fenster mit der Darstellung Jesu am Ölberg und seiner Himmelfahrt sowie die Fenster mit der Darstellung der Verkündigung und das Kriegsfenster mit der Darstellung Johannas von Orléans tragen die Signatur von Lux Fournier. Sie wurden 1903 bzw. 1935 in Tours ausgeführt. Die Fenster mit der Darstellung der Marienerscheinung in Lourdes und der Darstellung Jesu, der auf sein Herz zeigt und der Nonne Margareta Maria Alacoque erscheint, wurden zwischen 1930 und 1936 von dem Glasmaler Henri Uzureau in Nantes geschaffen.

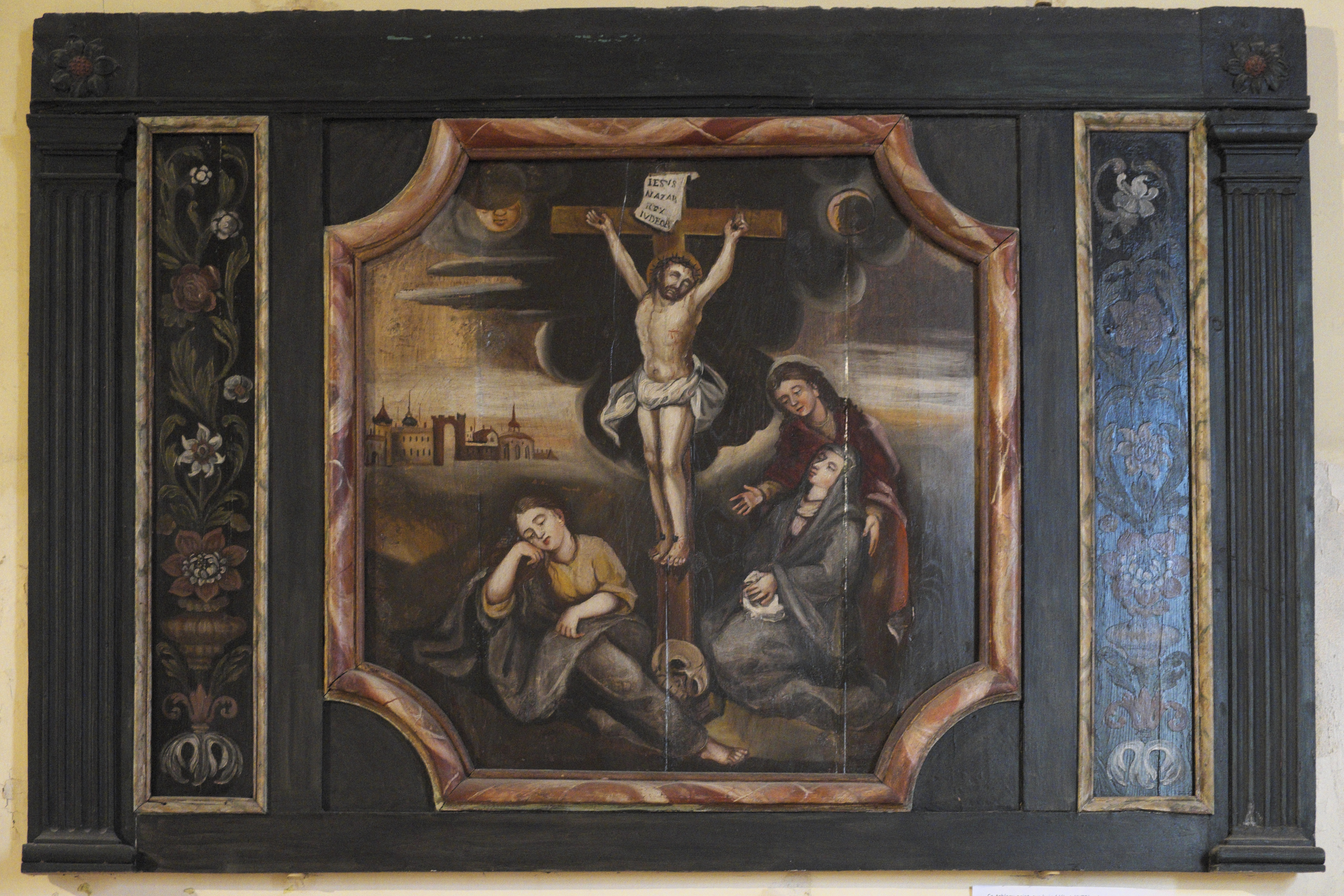
Kreuzigungsszene

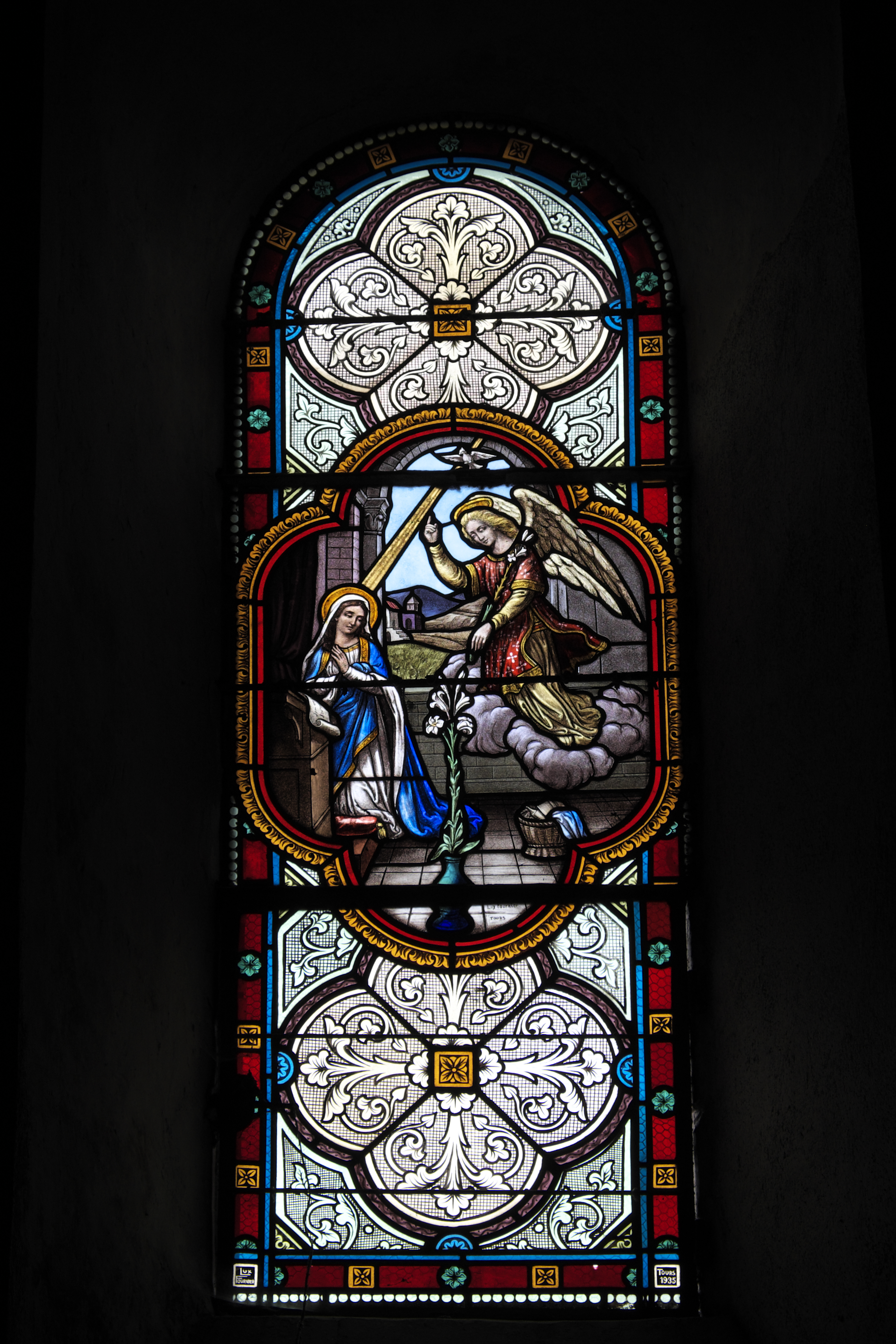
Verkündigung
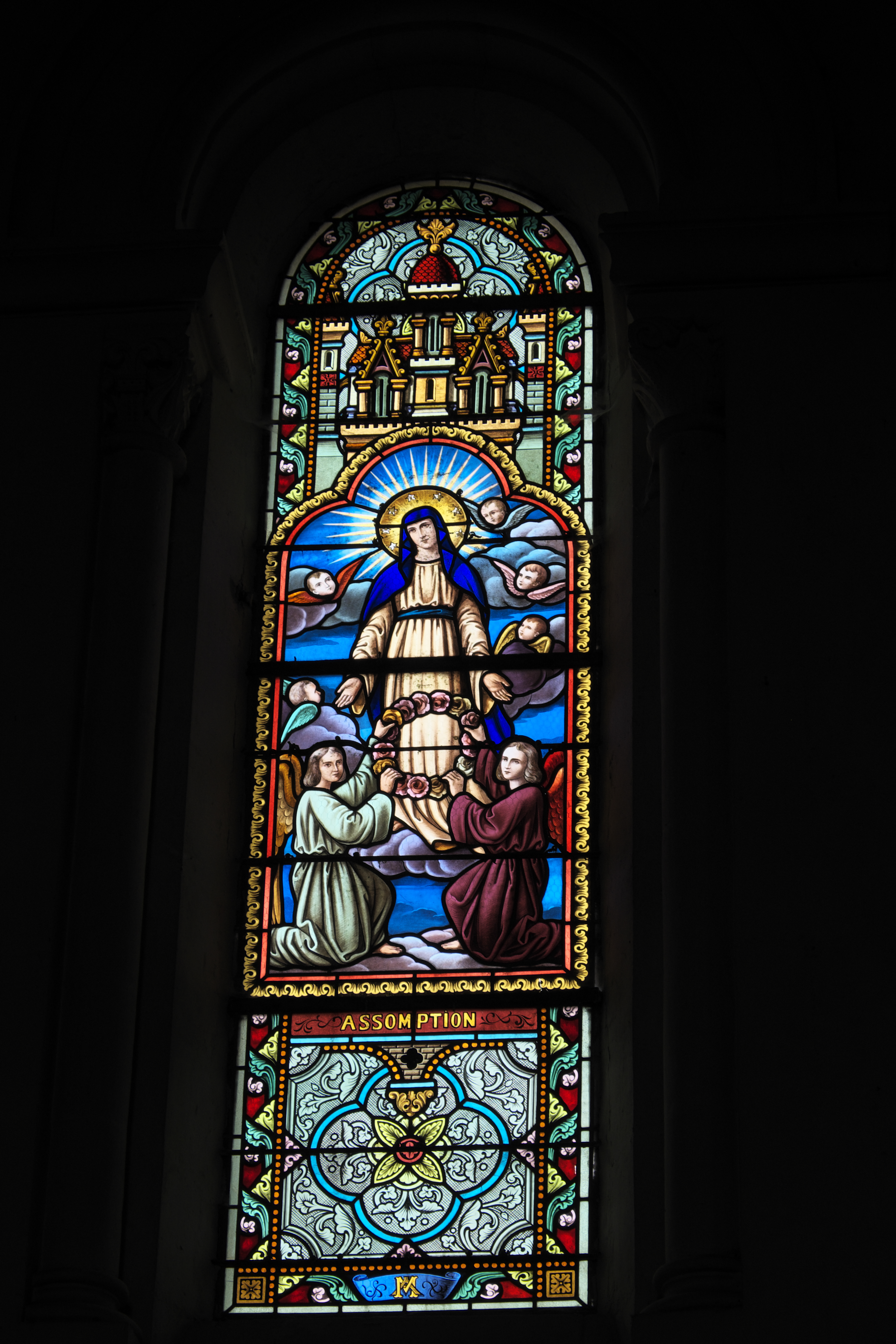
Mariä Himmelfahrt
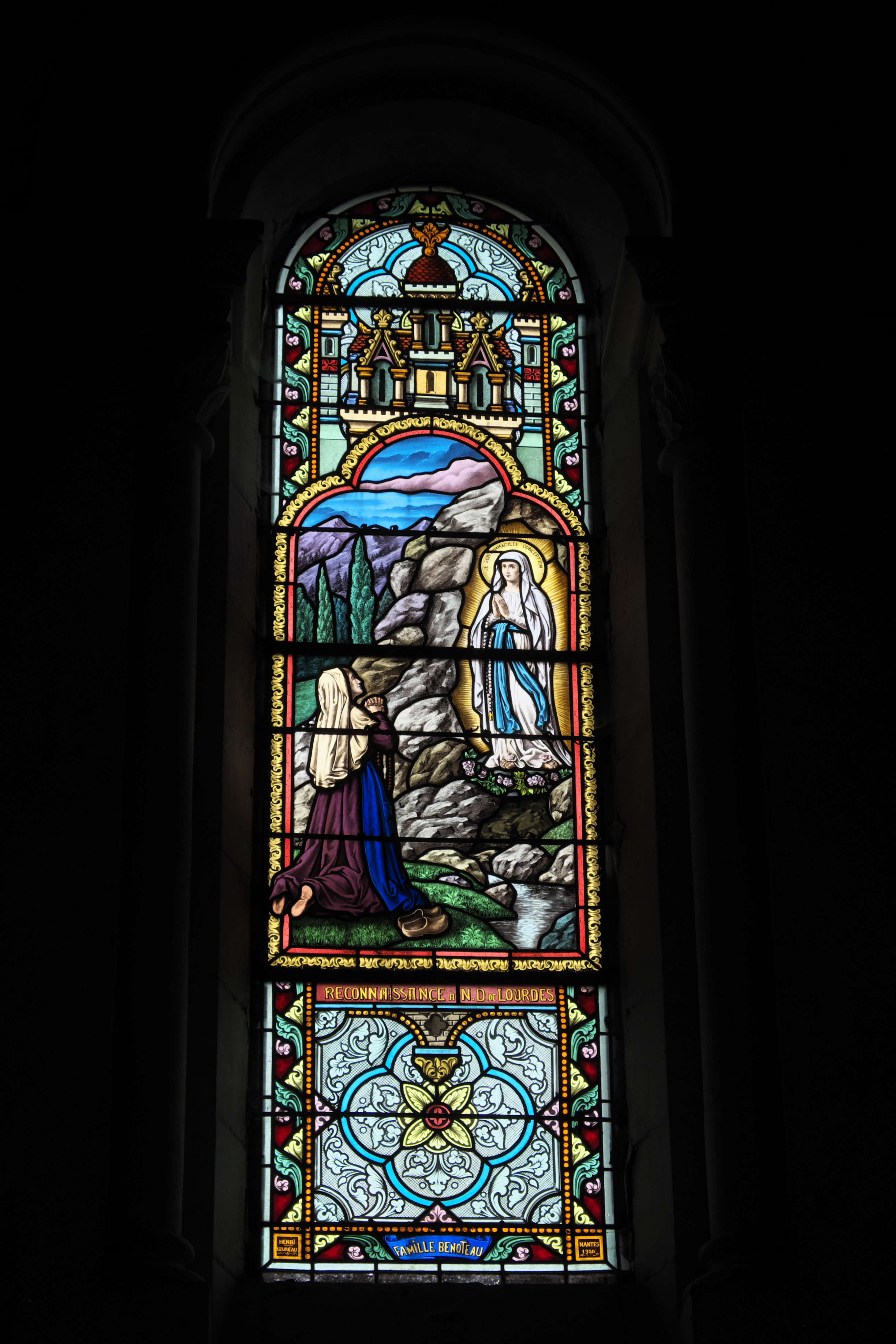
Marienerscheinung in Lourdes

## Ausstattung
- Die auf Holz gemalte Kreuzigungsszene wird ins frühe 17. Jahrhundert datiert. Das Bild war ursprünglich Bestandteil eines Altarretabels. Unter dem Kreuz sind auf der rechten Seite Maria und der Apostel Johannes und auf der linken Seite Maria Magdalena dargestellt. Am oberen Bildrand sieht man links die untergehende Sonne und rechts den Halbmond.